# Waldemar Cerrón
Waldemar José Cerrón Rojas (Áhuac, Chupaca, 19 de marzo de 1972) es un profesor, abogado y político peruano. Es congresista de la república para el periodo 2021-2026.

## Biografía
Nació el 19 de marzo de 1972 en Chupaca, Junín; hijo de dos profesores universitarios, Jaime Cerrón Palomino  (filósofo de izquierda) y Bertha Rojas López, y hermano del exgobernador regional de Junín Vladimir Cerrón, un año mayor que él. Su tío, hermano de su padre, es el lingüista y profesor universitario de quechua y experto en la cultura Hanca Rodolfo Cerrón Palomino.
Se licenció en Pedagogía y Humanidades en la Universidad Nacional del Centro del Perú. También obtuvo un magíster en Didáctica Universitaria en esa universidad. Sacó un doctorado en Ciencias de la Educación en la Cantuta.
Fue profesor universitario en la Universidad Nacional del Centro del Perú.

## Carrera política
Perteneció al Partido Socialista hasta 2007. Fue uno de los fundadores del partido político Perú Libre, donde fue secretario de economía nacional.

### Congresista
En las elecciones generales de 2021, fue elegido congresista de la república por Perú Libre, con 25 281 votos, para el periodo parlamentario 2021-2026. A principios de agosto, luego de la formación del nuevo grupo de Perú Libre y tras el retiro de Álex Paredes de la vocería, Cerrón fue elegido vocero del grupo. Recibió quince votos de treinta y seis miembros de la bancada (excluyendo al entonces presidente del Consejo de Ministros, Guido Bellido), mientras que la «facción docente» en torno a la maestra Katy Ugarte se abstuvo.
En su labor parlamentaria, desde agosto a octubre de 2021, Cerrón apoyó al primer ministro Guido Bellido, quien fue atacado por la oposición de derecha. Tras su renuncia el 6 de octubre de 2021, criticó duramente al nuevo gabinete formado por el presidente Pedro Castillo con Mirtha Vásquez como presidenta del Consejo de Ministros, declarando que la salida de Bellido y del ministro de Trabajo Íber Maraví fueron «una traición a todas las mayorías que han estado esperando muchos años para llegar al poder para que sean atendidos». «El grupo parlamentario no apoya al nuevo Gobierno, pero tampoco perseguirá ningún obstruccionismo».
Tras la renuncia de Vásquez como presidenta del Consejo de Ministros, Cerrón se reunió con Pedro Castillo, junto con Guido Bellido y Kelly Portalatino. Y anunció, a través de Twitter, que había aceptado el puesto de presidente del Consejo de Ministros. Minutos después, borró el tuit y afirmó que era un tuit falso.

## Controversias

### Investigación por lavado de activos
Waldemar, junto con sus hermanos Vladimir Cerrón y Fritz Cerrón, es investigado por lavado de activos en el departamento de Junín.